# Cheminée de Savanna
La cheminée de Savanna est la cheminée d'une ancienne usine sucrière de l'île de La Réunion, département d'outre-mer français dans le sud-ouest de l'océan Indien. Située à Savanna à Saint-Paul, elle est inscrite en totalité à l'inventaire supplémentaire des Monuments historiques depuis le 27 juin 2002, ainsi que son terrain d’assiette,.